# SN 1998fc
SN 1998fc – supernowa typu Ia odkryta 20 grudnia 1998 roku w galaktyce A025912+0329. W momencie odkrycia miała maksymalną jasność 20,50m.